# Numero di Fourier
In fisica e in ingegneria, il numero di Fourier (Fo) o modulo di Fourier, che prende il nome dal matematico e fisico francese Joseph Fourier (1768-1830), è un numero adimensionale che caratterizza la conduzione termica. Insieme al numero di Biot, caratterizza i problemi di conduzione transitoria. Concettualmente, esso è il rapporto tra la velocità di trasporto diffusivo/conduttivo e la velocità di accumulo. La quantità trasportata di solito è calore o materia (particelle).

## Definizione matematica
Il numero generale di Fourier è definito come:
{\displaystyle Fo={\dfrac {\mbox{velocità di trasporto diffusivo}}{\mbox{velocità di accumulo}}}}
Il numero termico di Fourier è definito dal rapporto tra la velocità di conduzione e la velocità di accumulo dell'energia termica.
{\displaystyle {\mbox{Fo}}_{h}={\frac {\alpha t}{L^{2}}}}
dove:
- α è la diffusività termica (in m2/s);
- t è il tempo caratteristico (in s);
- L è la lunghezza attraverso la quale avviene la conduzione (in m).

Per il trasferimento transitorio di massa mediante diffusione, è stato definito un analogo numero di Fourier di massa (anch'esso indicato Fo) definito come:
{\displaystyle {\mbox{Fo}}_{m}={\frac {Dt}{L^{2}}}}
dove:
- D è la diffusività (in m2/s);
- t è la scala temporale caratteristica (in s);
- L è la scala di lunghezza d'interesse (in m).

## Applicazioni
Insieme al numero di Biot, il numero di Fourier può essere usato per risolvere problemi di conduzione in stato instabile. Il numero di Fourier si usa frequentemente come parametro temporale adimensionale. Se il numero di Biot è minore di 0,1, per trovare il tempo si può utilizzare la seguente equazione derivata dai numeri di Biot e di Fourier, dove T0 è la temperatura iniziale e T è la temperatura al centro:
{\displaystyle t={\frac {\rho {{c}_{p}}V}{hA}}\ln {\frac {{{T}_{0}}-{{T}_{\infty }}}{T-{{T}_{\infty }}}}}